# Церква Святого Євстахія (Чолгині)
Церква Святого Євстахія — церква, споруджена у 1750 році та нині розташована в селі Чолгині Яворівського району Львівської області України.

## Стислі відомості
Збудована у 1750 р. коштом громади. В 1804 р. документи описують її як значно зруйновану. Відновлювалася і ремонтувалася в XIX ст. і на початку XX ст. Ймовірно, під час одного з ремонтів був добудований в західному напрямку бабинець. Тепер це тризрубна будівля з сильно витягненим бабинцем, завершена на низькому восьмерику нави шоломовою банею з ліхтарем і маківкою. Стіни її під час ремонту початку 1990-х pp. вкриті асбесто-цементними плитами.
На захід від церкви розташована триярусна стовпова дзвіниця з підсябиттям у третьому розширеному ярусі, вкритому пірамідальним наметом.
В центрі села у 1994 р. розпочалося спорудження мурованої церкви.